# 日本保証
株式会社日本保証（にほんほしょう、英語: NIHON HOSHOU Co.,Ltd.）は、商工ローン（事業者金融業）および消費者金融、機関保証を営む日本の貸金業者である。Jトラストの完全子会社。旧社名は株式会社日栄（にちえい）、株式会社ロプロ。

## 概要
Jトラストの日本の金融事業における中核企業として、下記の業務を行っている。

### 事業者金融
旧ロプロ時代より営んでいた中核事業。親会社のJトラストもイッコー時代は事業者金融であり、親子会社共の祖業である。イッコー時代の事業もJトラストフィナンシャルサービスに継承の後、一旦は統合されたが、イッコー時代の事業はクレディアに譲渡されている。

### 消費者金融
武富士より継承した事業。旧ステーションファイナンス（スタッフィ）、たかせん及びトライト（現ギルド）からも債権を譲り受けた物もあったが、こちらはクレディアに譲渡された。現在では新規の営業をほぼ休止中。

### 機関保証
地方銀行を中心に無担保小口融資における機関保証を行っている。

### 手形割引
旧ロプロ時代より行っていた事業。福岡県福岡市には旧社名日栄と似た名前の日栄倉庫株式会社という手形割引を専門に扱う会社があるが、そちらとの関係は一切ない。

## 歴史

### 日栄として創業
創業者の松田一男は1922年に京都府大山崎町に生まれ、立命館大学を卒業後、北陸銀行に入行。13年勤務した後、旅館業などを経て1963年に「金商」を個人創業。1970年3月、株式会社日栄を設立。主要業務は中小企業に対する無担保の小口・短期融資である。
1990年11月に店頭公開、1993年12月には京都証券取引所、大阪証券取引所二部に上場、1995年3月に東京証券取引所二部に上場し、翌年9月には東証一部へ昇格するなどバブル不況期にあっても躍進を続け、1998年前後には商工ファンド（現：SFCG）を上回る業績で商工ローン最大手に君臨した。これはバブル崩壊後、低金利時代での資金調達が容易となり出資法ギリギリ（グレーゾーン金利）の高金利設定で利ざやを稼ぎ、銀行の貸し渋りにより資金繰りの悪化した中小企業が増えて商工ローンの需要が拡大したためである。また、連帯保証人から取り立てるなど容赦の無い債権回収で高い回収率を誇ったことなどが挙げられる。この時期には第一勧業銀行・富士銀行（現:みずほ銀行）、三菱UFJ信託銀行（旧三菱信託銀行・東洋信託銀行）から大口融資を受けていた。
しかし、1999年10月より強引な取り立て手法がマスコミで大きく報道されることとなり（→#取り立て問題）、企業イメージは凋落した。一時は1万円以上をつけていた株価は一気に大暴落し、その後も株価は下がり続け、2001年12月を最後に1000円以上をつけることがなくなった。

### ロプロへの社名変更
「日栄」という社名についたマイナスイメージを嫌い、2002年11月には株式会社ロプロへ社名変更した。社名の由来は、永い繁栄を意味する「Long Prosperity」から。これと前後して店舗網の整理も行われ、地方都市を中心に撤退が始まった。
2006年以降は最高裁判決の影響で過払い金返還請求が相次ぐようになり、収益を悪化させる。2008年4月の時点で店舗が政令指定都市のみとなっていたが、同年末をもって東京都・名古屋市・大阪市の3店舗以外はすべて閉鎖され、創業地の京都市からも撤退した。そのため、本店・本社は京都府京都市南区吉祥院九条町16番地であったが、2009年1月13日に大阪府大阪市淀川区宮原1丁目6番1号新大阪ブリックビル12階に実際の本社機能を移転し、2009年7月1日には登記上本店も同所に移動した。そして、2009年2月13日に松田龍一（創業者・松田一男の長男）が社長を辞任（取締役も同年3月31日に辞任）し、創業家が経営から退いた。
なお、2009年2月上旬の株価は24円前後で（PBRは0.13倍）、ピーク時の470分の一以下に落ち込んでいたが、同業のSFCGが経営破綻した2月24日以降は1桁になることが多かった。

### 会社更生法申請
2009年5月30日、平成21年3月期決算報告をめぐり京都監査法人と対立し監査契約解除。それに伴い金融商品取引法が定める6月30日の期限までに関東財務局へ有価証券報告書の提出が行えなくなった。これを受け東京証券取引所及び大阪証券取引所は6月9日に監理銘柄に指定した。翌6月10日、星山公認会計士事務所と山野井公認会計士事務所を一時会計監査人として選任。7月29日に臨時株主総会により決算報告が承認され、関東財務局へ決算報告を提出。これを受け東京・大阪各証券取引所からの監理銘柄指定が解除された。8月3日、一時会計監査人の星山・山野井が監査法人元和を設立したことを受け、両個人事務所の監査人指定を解除の上、元和を監査人に指定した。
2009年11月2日、会社更生手続開始を東京地裁に申し立て、同日受理された。同時に、責任をとり社長の前田正宏が辞任した。これに伴い東証・大証は同年12月3日付で上場廃止となった。負債額は過払い金債権を含めて約2500億円。同年11月30日には東京地裁が会社更生手続開始決定をし、12月25日にJトラスト株式会社（旧株式会社イッコー）との間で更生のためのスポンサー契約を締結している。

### 更生手続き終結後
2010年7月30日に、東京地方裁判所より更生計画の認可決定を受ける。351億9,596万0,297円（2009年3月31日現在）あった資本金を3億円に減資した上で、2010年9月3日、Jトラスト株式会社が発行済み株式6,000株全株を取得、同社の完全子会社となった。同年9月30日に、東京地方裁判所より更生手続終結決定がなされ、Jトラスト傘下で再出発することとなる。同年12月1日には、Jトラスト子会社であったJトラストフィナンシャルサービス株式会社を吸収合併した。

### 武富士の買収
2011年11月28日付で、更生会社武富士が親会社であるJトラストとスポンサー契約を締結し、Jトラスト子会社のロプロ（当時）に対して約252億円で消費者金融事業を譲渡することを発表した。翌年3月1日に手続きが完了し、「武富士」の名称は日本保証の消費者金融ブランドとして存続することとなった。
2012年7月12日に、同じくJトラスト子会社であった株式会社日本保証の吸収合併と同時に「日本保証」へと社名変更することを発表し、同年9月1日に手続きが完了した。
当初は武富士ブランドによる事業拡大を目指し、TVCMも再開させた。しかし破綻の印象からか新規顧客が伸び悩み、2013年3月には武富士のブランドを廃止し、社章も武富士のマークを元にしたものからオリジナルの物に変更した。。

### 事業縮小、再編へ
2015年3月には300名規模と社員の半数以上を削減する大規模な希望退職者の募集を実施し320名が応募した。支店も全国に8箇所から6箇所を閉鎖する大規模な物となり、営業所は本社と東京営業所、大阪の3箇所のみとなった。
同年10月1日にはかつての兄弟会社であった株式会社クレディアに、貸金事業（ステーションファイナンス事業、イッコー事業、プリーバ事業、トライト事業、ヴィンテージ事業、フォーメイト事業、たかせん事業）及び個品割賦事業（ステーションファイナンス事業、たかせん事業）事業を会社分割方式で譲渡している。法的整理により過払い金を消滅させた旧武富士・旧ロプロ以外の事業を切り離し、過払いリスクを負わない事を目的としている。

## 過払い金返還請求の切り捨て問題
2009年11月4日、日栄・商工ファンド対策全国弁護団は、「過払金返還義務の圧縮を目的としているとしか考えられない会社更生手続開始申立」とする弁護団声明を発表した。
通常、利息制限法による過払い金返還請求の時効は10年であるが、会社更生法を申請した場合には更生債権となるため、請求期間が2週間～4ヶ月で終了する。これによりロプロ（旧日栄）に対する過払い金返還請求の届出期限は平成22年2月26日までとなった。
一方、決算資料によると、倒産はしたものの実質無借金経営であった。借金が無いのに倒産するほど財務が悪化するという現象は、貸し倒れ・係争関係含めて約500億円の引当金により、実質無借金経営でありながら債務超過スレスレという会計上の要因が大きい。
今回の会社更生法申請により、2010年3月以降の過払い金返還請求を受け付けないこととなったため、そもそもの倒産の原因がなくなっており、実質無借金で約500億円の引当金が残った会社は債務超過ではない可能性がある。また、会社更生のスポンサーとなったJトラストは、他社がノンバンク事業から撤退する際に営業貸出債権を安く買い取って回収するビジネスモデルで業績が急成長しているが、当初見込みからの超過回収による業績の上方修正を繰り返しており、更生債権者からロプロの営業貸出債権を幾らで買い取る形になるのか、弁済率に直結する譲渡条件が注目された。

## テレビCM
1993年から1999年11月までCMを出稿しており、武富士ダンサーズと同じくローン商品のPRをしない企業イメージCMものであった。「ペール・ギュント」（作曲：グリーグ）の「朝」がBGMに使われ、「日本列島、北、南。日栄のある町の美しい朝です。今日もきっと素晴らしい1日が」）のナレーションと共に『応援します、中小企業。』のキャッチコピーを掲げていた。
初期は朝焼けの実写映像の後にシンプルな日本列島映像2DCG映像（全国135店舗を称していた）の後に赤丸が左下がり「総合金融商社」のキャッチコピーに赤丸印に日栄の映像になっていたのだが、1994年からは「日本列島の上に日栄の店舗を示す赤丸で埋め尽くされる3DCG映像」（全国135~152店舗を称していた）と「総合金融商社」のキャッチコピーに赤丸が左中央のフェード式に変更と同時にナレーションも変わり、1996年からはキャッチコピーが「総合金融商社」から「中小企業専門のノンバンク」に変更された。さらに1998年からは朝焼けの実写映像に京都の本社屋のCGを合成した場面が3秒ほど流れた後、トラックが連なる夜明けの高速道路・魚市場・漁船・牧場・ビニールハウス農場・土木作業での重機など（いわゆる中小企業・自営業者が活躍する仕事現場）が2秒程度の実写映像で流れ、次いで先の日本列島の3DCG映像（全国167~200店舗を称していた）となる構成に「中小企業専門のノンバンク」のキャッチコピー内にに社名と東証上場企業などであることをアピールする内容に変更となった。またこの版では同じ「朝」のBGMに「ララララ」と男女の混声合唱団による歌唱がされるようになった。
テレビ朝日土曜時代劇（暴れん坊将軍）・サンデープロジェクト・ニュースステーション・ザ・スクープ・ステーションEYE・ANNスーパーJチャンネルなどテレビ朝日系の6番組や、JNN報道特集・報道2001・株式ニュースなどのスポンサーとなっていたが、1999年10月に後述の取り立て問題がセンセーショナルに報道され初め、それに関与した元社員が逮捕されるなど事件性が表面化したため、同時期より日栄あるいはテレビ局の意向で自粛あるいは番組移動（スポットCM化）された後、11月5日に打ち切られた。これら報道系の提供番組ではCM自粛あるいは撤退後にセンセーショナルに取り上げる事になった。

## 取り立て問題
社名が日栄だった1999年、支払いが行き詰った債務者や連帯保証人に対して「腎臓や目ん玉売って金作れ!」などと電話などで脅迫まがいの取り立てを行い、債務者がそれでは死んでしまうと言うと、「借金も返せないような奴は死ねば良い」とまで言われた。この債務者は精神的苦痛を受けたとして東京地裁に損害賠償請求訴訟を提起すると共に警察に告訴し、同年10月30日に恐喝未遂容疑で千葉支店元社員（当時25歳）の男が逮捕され、日栄に対しても警察の家宅捜査が入った。
この脅迫行為については同年10月9日のしんぶん赤旗に掲載されたことで初めて報じられ、この報道をきっかけに他の債務者・連帯保証人が受けた電話等の録音音声やインタビューが相次いでテレビの情報番組やドキュメンタリー番組で公開され、週刊誌（ゴシップ）などでもこぞって取り上げられたことから「商工ローン問題（日栄・商工ファンド問題とも）」として大きな社会問題となった。
それまでヤクザまがいの取り立て業者で脅し文句として使われていた「臓器を売れ」という一般には聞き慣れない言動や行為が、報道によって広く知らしめられたことで流行語になると共に、皮肉にもジョークや創作物のフィクションを含め一般的に使われるようになった。
同年11月には国会で当時の松田社長が商工ファンドの大島健伸社長と共に証人喚問されるなどし、日栄は行政処分を受けた。
但し、グレーゾーン金利の違法性について当時は殆ど触れられず、実際に廃止（利息制限法違反による罰則化）されるようになったのは2010年6月18日からであった。
また、業務・資本面で無関係である同名・または類似した社名の企業も風評被害を受け、その内神奈川県の住宅設備販売・不動産会社で東証一部上場のナイス日榮は2000年にナイスへ社名変更した。
2013年1月12日「武富士・日栄債権取立会議」が発足した。同会議によると、聞き覚えの無い借金と督促請求や東北地方在住の住民に大阪簡易裁判所からの訴状が届いたり、九州地方在住の住民に東京簡易裁判所から督促状が届いたりと現実に出向くことが困難な簡易裁判所に書類を提出するなど管轄権の濫用の相談が多数よせられていることにともない、同年7月全国青年司法書士協議会が無料電話相談会を実施した。同会議には多重債務対策の実績ある弁護士、司法書士、法律学学者が加わった。民法（債権）、出資法、貸金業法、破産法、民事再生法、会社法など関係法令を駆使し対策を練ると発表した。

## 日栄時代のドメイン
当初は「kyoto-nichiei.co.jp」だったが、行政処分後に地域型JPドメイン名の「nichiei.shimogyo.kyoto.jp」に変更している。